# Robert Görlinger
Robert Johann Görlinger (* 29. Juli 1888 in Ensheim; † 10. Februar 1954 in Köln) war ein deutscher Politiker (SPD).

## Leben und Beruf
Robert Görlinger war nach dem Besuch der Volksschule zunächst als Arbeiter tätig und wurde dann als Werkstattschreiber beschäftigt. Gleichzeitig belegte er Kurse in Buchführung und technischem Zeichnen an einer Fortbildungsschule. Er verzog 1905 nach Köln und arbeitete hier bis 1907 als Laufjunge, Fabrikarbeiter und Hartlöter. Nachdem er sich 1907 dem Deutschen Metallarbeiter-Verband (DMV) angeschlossen hatte, ging er auf Wanderschaft, absolvierte 1908/09 eine Ausbildung zum Elektromonteur und arbeitete anschließend in diesem Beruf. 1910 wurde er wegen seiner gewerkschaftlichen Tätigkeit gemaßregelt. Danach arbeitete er vorübergehend in einer Landschaftsgärtnerkolonne im Ruhrgebiet. Seit 1915 war er Elektroobermonteur in Köln. Von 1915 bis 1918 nahm er als Soldat am Ersten Weltkrieg teil. Während des Krieges wurde er in einer Maschinengewehr-Kompanie eingesetzt und zweimal schwer verwundet. Bei Kriegsende lag er in einem Berliner Lazarett, aus dem er 1919 entlassen wurde.
Görlinger war seit 1919 als Angestellter des DMV in Köln tätig und wirkte bis 1921 als Sekretär der Gewerkschaft. Von 1925 bis 1933 fungierte er als Geschäftsführer der Kölner Arbeiterwohlfahrt (AWO). Darüber hinaus unternahm er von 1927 bis 1932 Studienreisen der Arbeiterbewegung nach England, Frankreich, Belgien, Italien und Österreich sowie in die Niederlande und die Schweiz.
Nach der Machtübernahme der Nationalsozialisten emigrierte Görlinger über das Saargebiet nach Frankreich. Dort war er von 1933 bis 1936 als Markthändler und von 1936 bis 1939 als Arbeiter, Elektriker und Mechaniker in Besançon tätig. Im März 1939 entzogen ihm die deutschen Behörden die Staatsbürgerschaft. Nach dem Ausbruch des Zweiten Weltkrieges wurde Görlinger 1939/40 zweimal von den französischen Behörden auf dem Plateau von Langres interniert. Er war nach dem Einmarsch deutscher Truppen als Wehrmachtsdolmetscher in Nevers tätig, wurde dort im März 1941 von der Gestapo verhaftet und danach ins Kölner Gefängnis Klingelpütz gebracht. Im Anschluss an die Untersuchungshaft wurde er vom Volksgerichtshof wegen angeblicher Vorbereitung zum Hochverrat zu zwei Jahren Gefängnis verurteilt. Nach Verbüßung der Strafe verbrachten ihn die Nationalsozialisten 1943 nach einer erneuten Vernehmung ins KZ Sachsenhausen, aus dem er 1945 von britischen Truppen befreit wurde.

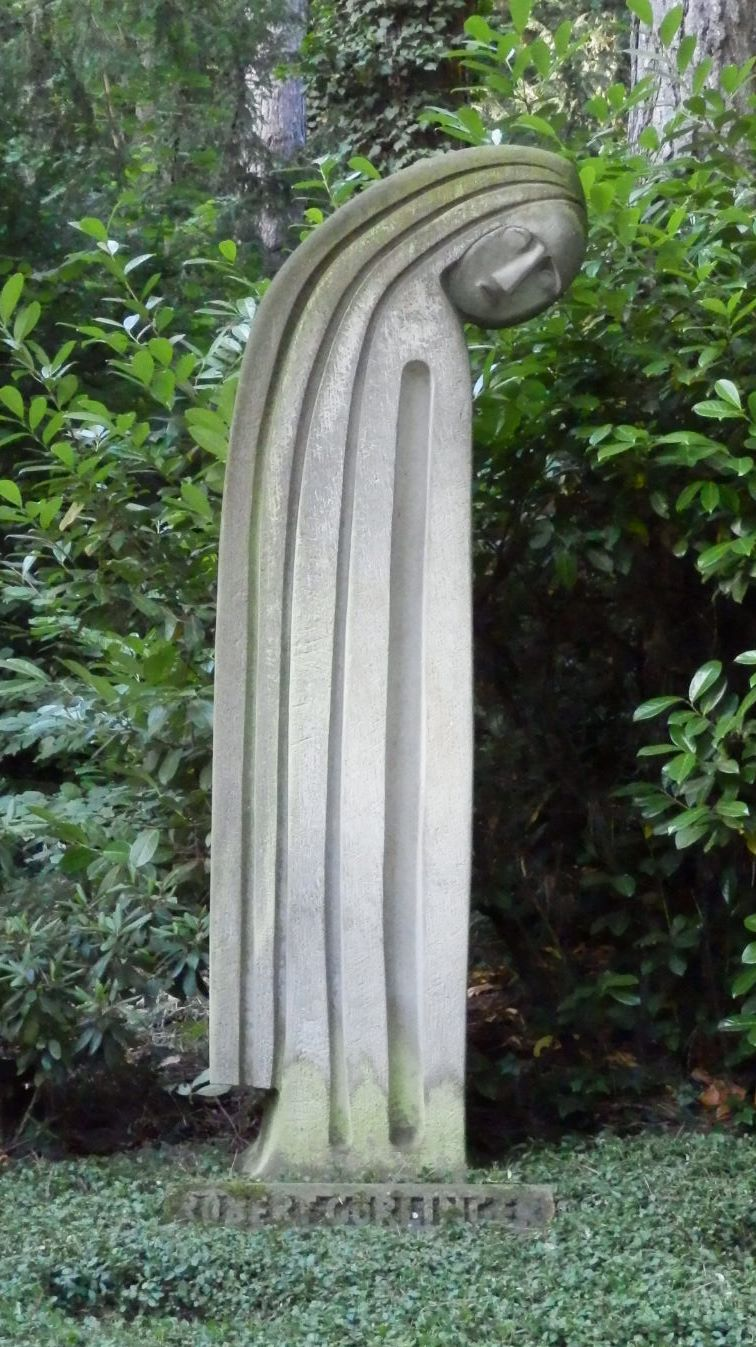
Grab auf dem Kölner Melaten-Friedhof

Görlinger kehrte im Juli 1945 nach Köln zurück, war von 1946 bis 1951 einer der Hauptlizenzträger und von 1948 bis 1951 Verlagsleiter der Rheinischen Zeitung. Daneben beteiligte er sich am Wiederaufbau der AWO in Westdeutschland und fungierte 1948/49 als erster Bundesvorsitzender der AWO. Weiterhin war er Vorsitzender des Deutschen Volksheimstättenwerkes, Vorsitzender des Verwaltungsrates der Landesplanungsgemeinschaft Rheinland, Vorsitzender des nordrhein-westfälischen Verbandes kommunaler Unternehmen, Vorsitzender der Deutschen Gesellschaft für Photographie (DGPh) sowie geschäftsführendes Vorstandsmitglied der Dankspende des Deutschen Volkes.
Görlinger war seit 1909 mit Emilie Schieron verheiratet. Er starb 1954 im Alter von 65 Jahren in der Kölner Universitätsklinik. Seine Grabstätte befindet sich auf dem Melaten-Friedhof (Flur 60A), die Grabskulptur stammt von Ludwig Gies.

## Partei
Görlinger trat 1909 in die SPD ein und war von 1909 bis 1915 Vertrauensmann der Partei in Köln-Ehrenfeld. Er wurde 1924 in den Vorstand des SPD-Bezirkes Obere Rheinprovinz gewählt und fungierte von 1929 bis 1933 als stellvertretender Vorsitzender des SPD-Bezirkes Köln-Oberrhein. Nach seiner Emigration war er 1936 Vertrauensmann des Comité Consultatif und 1938/39 Vertrauensmann des Landesverbandes Frankreich der Saar-SPD. Nach dem Kriegsende beteiligte er sich am Wiederaufbau der Kölner Sozialdemokratie und war von 1945 bis 1947 Vorsitzender des SPD-Bezirkes Obere Rheinprovinz. Von 1948 bis zu seinem Tode gehörte er dem Vorstand des SPD-Bezirkes Mittelrhein an.

## Abgeordneter
Görlinger war seit November 1918 Mitglied des Arbeiter- und Soldatenrates in Groß-Berlin. Er war von 1919 bis 1933 Stadtverordneter in Köln, hier zunächst Geschäftsführer und von 1925 bis 1933 dann Vorsitzender der SPD-Fraktion. Daneben war er Vorstandsmitglied des Rheinischen und des Deutschen Städtetages. Seit 1923 gehörte er dem Provinziallandtag der Rheinprovinz an.
Görlinger war von 1946 bis zu seinem Tode erneut Ratsmitglied der Stadt Köln und hier wiederum Vorsitzender der SPD-Fraktion. Außerdem war er 1946 Mitglied des Provinzialrates Nordrhein und von 1946 bis 1948 Mitglied des Zonenbeirates. 1946/47 gehörte er den beiden Ernannten Landtagen von Nordrhein-Westfalen an und war dort stellvertretender Vorsitzender der SPD-Fraktion, anschließend bis zu seiner Mandatsniederlegung am 3. September 1949 Mitglied des ersten gewählten Landtages. Dem Deutschen Bundestag gehörte er seit der ersten Bundestagswahl 1949 bis zu seinem Tode an. Er war über die Landesliste Nordrhein-Westfalen ins Parlament eingezogen. Schwerpunkt seiner politischen Tätigkeit waren Finanz- und Steuerfragen sowie das Bau- und Bodenrecht.

## Öffentliche Ämter
Görlinger wurde 1946 zum Bürgermeister der Stadt Köln gewählt und war 1951/52 Erster Bürgermeister (stellvertretender Oberbürgermeister) der Stadt. 1948/49 und 1950/51 amtierte er als Kölner Oberbürgermeister.

## Ehrungen
- Benennung der Ladenzeile Görlinger-Zentrum in Köln-Bocklemünd/Mengenich